# 모링가

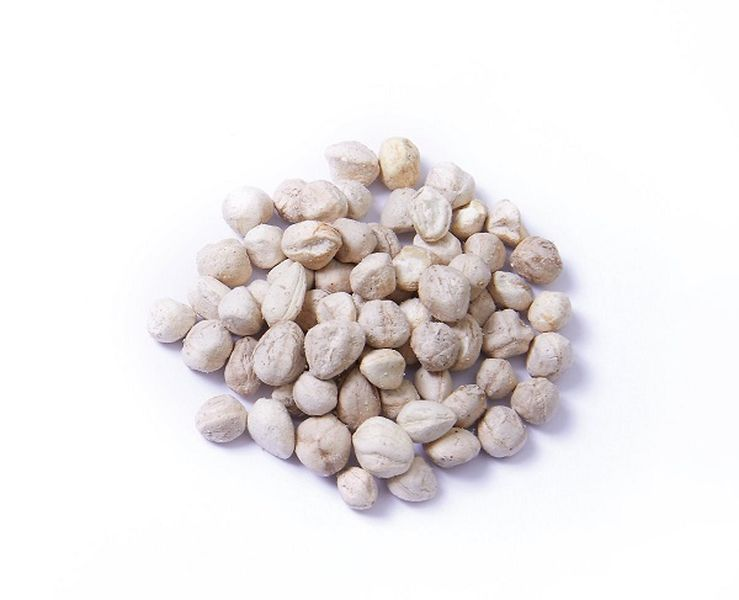
모링가 열매

모링가(moringa, 학명: Moringa oleifera 모링가 올레이페라[*])는 모링가과의 낙엽 활엽 교목이다.
모링가과의 유일한 속인 모링가속 가운데 가장 널리 경작되는 종으로, 정수와 손소독에도 사용할 수 있으며 가끔은 허브 치료에 쓰이기도 한다.
인도와 아프리카 등에서 자생한다. 열대 지방 전역에서 재배하며 항산화 물질 등 영양소가 풍부해 슈퍼푸드의 하나로 주목받고 있다.

## 개요
모링가속에 해당하는 식물로 가장 널리 재배되는 종은 인도 북부 히말라야산맥에서 자생하는 모링가 올레이페라(Moringa oleifera)다. 케냐나 마다가스카르 등 아프리카 지역에서 자생하는 모링가도 있으나 일반적으로 모링가라 하면 모링가 올레이페라를 일컫는다.
나무의 잎과 열매, 뿌리 씨앗 등 식물의 대부분을 먹거나 약으로 쓰는데, 우리 몸에 필요한 다양한 영양소를 풍부하게 함유하고 있어 '지구상에서 가장 영양이 높은 식물', '기적의 나무', '생명의 나무'라고 불리기도 한다. 또 인도 전통의학인 아유르베다에서는 300가지 이상의 질병을 치유하고 예방하는 데 쓰인다.

## 영양 및 효능
미국 국립보건원의 발표에 의하면 모링가는 46가지의 항염증, 항산화 물질과 함께 92가지의 영양물질이 들어있다고 한다. 특히 인체에서 스스로 생성하지 못해 반드시 음식을 통해서 섭취해야 하는 9가지의 필수 아미노산을 포함하고 있다. 모링가 잎은 오렌지의 7배에 달하는 비타민C, 당근보다 4배 많은 비타민A, 우유의 4배에 달하는 칼슘 및 바나나보다 3배 많은 칼륨을 지닌다. 모링가는 항산화 물질인 폴리페놀도 함유하고 있다. 항산화 물질은 몸 안의 활성산소를 해가 없는 물질로 바꿔주는 성분이다. 활성산소는 체내 물질대사 과정에서 생성되는 화합물로 세균이나 바이러스로부터 우리 몸을 지키는 역할을 하지만, 노화를 촉진하고 암이나 동맥경화 등 각종 질병의 원인이 되기도 한다. 항산화 물질은 활성산소를 제거하므로 섭취하면 건강 유지와 질병 예방, 노화 방지 등의 효과를 기대할 수 있다.
이런 뛰어난 영양 성분을 감안하면 모링가 섭취가 당뇨병, 항염증 질환 및 암 등의 치료에 효과적이라는 사실은 놀라운 일이 아니다.

## 보관
직사광선을 피하고 건냉한 곳에 보관한다. 장기 보관할 필요가 있으면 지퍼백에 담아 냉장보관을 한다.

## 이용
모링가의 잎과 과일, 꽃 등을 음식으로 먹을 수 있다. 잎은 샐러드로 만들어 먹거나 물과 함께 갈아서 음료로 섭취한다. 차로 마실 때는 물을 한 번 끓인 다음 뚜껑을 열어서 한 김 빼낸 후 말린 모링가 잎을 넣고 우려야 본연의 다양한 맛과 향을 음미할 수 있다. 당뇨 식이요법에는 모링가 요거트를 추천한다. 당분 없는 요거트에 제철 과일과 견과류를 넣고 모링가 잎 가루를 2티스푼, 모링가 씨앗 5알을 넣어준 다음 믹서에 갈아 마시면 된다. 다른 허브처럼 요리에 넣어 먹을 수 있으며 시금치처럼 살짝 데친 후 양념해 단독으로 먹기도 한다. 모링가 씨앗은 주로 오일로 만들어 사용한다. 요리에 넣어 먹거나 피부에 바를 수 있으며 다른 에센셜 오일처럼 아로마테라피(향기치료)에도 사용한다. 샤워젤 등 미용제품에 향을 첨가하는 용도로 쓰기도 한다.
모링가의 부작용 모링가를 많이 먹을 경우 체질에 따라 설사약을 먹었을 때와 비슷하게 복통, 설사, 위통, 복부팽만 등의 현상이 나타난다. 성인의 경우 하루 1g 이내로 복용하고 점차 늘려가는 것이 좋다. 모링가를 음식으로 이용할 때는 독성이 있는 뿌리와 뿌리 추출물은 제외하고, 임신을 계획 중이거나 임신·수유 중인 여성은 자궁 수축의 우려가 있으므로 모링가의 뿌리나 꽃, 나무껍질을 먹지 않아야 한다.

## 분포
남아시아에 분포한다. 원산지는 인도와 파키스탄이다.

## 특징
모링가는 빠르게 성장하는 낙엽성 나무이다.
최고 10~12 미터(32–40 피트) 높이까지 자라며 나무 몸통은 지름이 45 센티미터 (1.5 피트)에 이를 수 있다.

## 경작 조건
| 변수      | 요구 사항 / 범위                                                                      |
| --------- | ------------------------------------------------------------------------------------- |
| 기후      | 열대, 아열대 지방에서 잘 자란다                                                       |
| 고도      | 0 – 2000 미터                                                                         |
| 강우량    | 250 – 3000 밀리미터 강우량이 800 밀리미터 미만인 경우 잎을 내기 위해 관개가 필요하다. |
| 토양 종류 | 롬질 또는 모래질                                                                      |
| 토양 pH   | pH 5 - 9                                                                              |

## 영양
모링가의 수많은 부분들은 먹을 수 있으며, 지역에 따라 이용은 다양하다:
- 다 익지 않은 꼬투리. (드럼스틱)
- 잎
- 익은 씨
- 씨로부터 짜낸 기름
- 꽃

## 대한민국 현황
- 강원도 철원에서 생장속도가 빠른 특성을 이용해 한해살이 방식으로 길러 수확하고 있다.[11]
- 전라남도산림자원연구소에서 모링가 연구에 나섰다.[12] 이후 액상차를 개발하여 미국에 수출하였으며, 월동 가능 조건 연구가 진행 중이다.[13]
- 전라남도에서도 순천, 완도에서 재배중이며, 순천에서는 다른 지역에서 하우스 재배하는 것과는 다르게 노지 재배를 하고 있다고 한다.
- 한국에서는 대체적으로 항산화 효과로 인해서 화장품에 첨가되는 원료로 사용되지만 모링가 나무의 가장 큰 장점으로는 혈행 개선 3대 성인병 예방이 있다. 고지혈증, 고혈압, 고혈당(당뇨). 천연물의 특성상 토질에 따라 성분이 조금씩 다르게 나오는데 국내의 경우는 미네랄 토양으로 중금속은 나오지 않는다고 한다. 원산지인 인도 등의 남아시아 지역의 경우에는 석회질 토양으로 중금속이 검출되기도 한다.